# 西川博美
西川 博美（にしかわ ひろみ、1912年〈明治45年〉3月6日 - 没年不明）は、日本の商人（食肉商）、実業家、政治家。西川本店代表。米子市議会議員。鳥取県信用組合理事。

## 経歴
角盤実業補習学校を卒業する。家業の精肉業に精励する。米子市議会議員に当選し、司法保護司、米子市食肉組合長、米子西伯家畜商組合長等の諸公職を兼任する。

## 人物
地方有数の食肉商である。住所は鳥取県米子市茶町。